# باکاری سورو
باکاری سورو (انگلیسی: Bakary Soro؛ زادهٔ ۵ دسامبر ۱۹۸۵) بازیکن فوتبال اهل ساحل عاج بود.
از باشگاه‌هایی که در آن بازی کرده است می‌توان به باشگاه فوتبال اردواسپور، باشگاه فوتبال آنکارا اسپور، باشگاه فوتبال لوریان، باشگاه فوتبال چارلتون اتلتیک، باشگاه فوتبال آسک میموساس، باشگاه فوتبال آلانیا اسپور، و باشگاه ورزشی بیرشات اشاره کرد.
وی همچنین در تیم‌های ملی فوتبال زیر ۲۰ سال ساحل عاج و بورکینافاسو بازی کرده است.